# Club Centro Deportivo Municipal
|  | No s'ha de confondre amb Club Deportivo Municipal de La Paz. |

El Club Centro Deportivo Municipal és un club peruà de futbol de la ciutat de Lima. És considerat el cinquè gran del futbol peruà per història i campionats. Va ser fundat el 27 de juliol de 1935 i juga a la Primera Divisió del Perú. El club ha guanyat quatre títols de Primera Divisió el 1938, 1940, 1943 i 1950, ocupant el cinquè lloc al palmarès històric de la lliga peruana.

## Història

### Fundació del club
El club va ser fundat per iniciativa de la municipalitat de Lima. Així es creà el Círculo Deportivo Municipal que el 1934 es fusionà amb un altre club ja federat esdevenint Centro Deportivo Municipal. Finalment, fou oficialment fundat el 27 de juliol de 1935.

### El primer títol (1938)
Després de la seva fundació el 1935, Municipal va intervenir en el torneig denominat Campionat de la Divisió Intermèdia (després de la fusió amb el club Mauricio Labrousse). En el seu primer partit amistós, es va enfrontar a l'Atlètic Excélsior del Callao, perdent per 0 - 1, a l'Estadi Model de Bellavista. Posteriorment, en el seu primer partit oficial que va guanyar va ser el 27 d'octubre del dit any davant Porvenir Miraflores per 4-1. Municipal no va necessitar gaire temps per guanyar un campionat. El 1938 els ediles van armar un elenc que, a més de donar espectacle a les tribunes, també era efectiu davant de l'arc rival. A la primera data li va tocar descansar l'equip, però van arrencar la temporada a la segona data derrotant l'Sporting Tabaco per 3-2. A l'últim partit del certamen es van trobar amb l'Sport Boys. Tots creien que la força aclaparadora dels porteños conformada per excel·lents jugadors com Segundo Castillo, Teodoro i Jorge Alcalde, Pedro Ibáñez i Carlos Portal, per nomenar alguns, s'imposaria. Però al final es van equivocar perquè el compte de 3-0 va ser clar i contundent, perquè Luis Guzmán i els seus nois relegessin els porteños legítimament. Els gols de Guzmán, Magán i Quiñónez van segellar aquesta gran victòria i el primer títol per a l'Acadèmia.

## Palmarès
- Lliga peruana de futbol:[4]
  - 1938, 1940, 1943, 1950
- Segona divisió peruana de futbol:
  - 1968, 2006, 2014
- Torneo Intermedio:
  - 1993